# Arsen Kasabijew
Arsen Kasabijew , né le 15 novembre 1987 est un haltérophile géorgien jusqu'en 2009, date à laquelle il obtient la nationalité polonaise.

## Palmarès

### Haltérophilie aux Jeux olympiques
- Haltérophilie aux Jeux olympiques de 2012 à Londres
  - Qualifié
- Haltérophilie aux Jeux olympiques de 2008 à Pékin
  - 4e en moins de 94 kg.
- Haltérophilie aux Jeux olympiques de 2004 à Athènes
  - 14e en moins de 94 kg.

### Championnats d'Europe d'haltérophilie
- Championnats d'Europe d'haltérophilie 2010 à Minsk, (Biélorussie)
  -  Médaille d'or en moins de 94 kg.